# John William Corrington
John William Corrington (* 28. Oktober 1932 in Memphis; † 24. November 1988 in Malibu, Kalifornien) war ein US-amerikanischer Drehbuchautor.
John William, der meist zusammen mit seiner Frau Joyce Hooper Corrington Drehbücher schrieb, kreierte unter anderem 1971 Der Omega-Mann (mit Charlton Heston; Regie: Boris Sagal), im selben Jahr Manfred von Richthofen – Der Rote Baron (mit John Phillip Law; Regie: Roger Corman), 1972 Die Faust der Rebellen; Regie: Martin Scorsese und 1973, Die Schlacht um den Planet der Affen (mit: Roddy McDowall; Regie: J. Lee Thompson)
Insgesamt entstanden in den Jahren 1951 bis 2001 (zwei Drehbücher wurden nach seinem Tod verfilmt) zehn Filme und drei Fernsehserien.